# Rucmanci
Rucmanci este o localitate din comuna Sveti Tomaž, Slovenia, cu o populație de 231 de locuitori.